# Bueil (Adelsgeschlecht)

Wappen der Familie de Bueil

Bueil war eine Familie des französischen Adels.

## Geschichte
Es tritt Anfang des 14. Jahrhunderts als Herren von Bueil-en-Touraine und Anfang des 15. Jahrhunderts als Erben der Grafschaft Sancerre in Erscheinung. Die bedeutendsten Mitglieder des Hauses Bueil finden sich in diesen Generationen, allen voran Jean V. de Bueil, der gemeinsam mit Jeanne d’Arc die Übergabe von Orléans erreichte.
Es gelang der Familie, Sancerre über sechs Generationen zu halten. René von Bueil, der letzte Graf von Sancerre, verkaufte Sancerre an Henri II. de Bourbon, prince de Condé. 1665 starb die gräfliche Linie der Familie aus.

## Stammliste (Auszug)
1. Jean I., Seigneur de Bueil-en-Touraine um 1320
  1. Jean II., Seigneur de Bueil
    1. Jean III., Seigneur de Bueil, de Montrésor, de Saint-Calais et de La Marchére ; ⚭ Anne d’Avoir, † 1390, Dame de Château-Fromont
      1. Jean IV. de Bueil, X 1415 in der Schlacht von Azincourt, Herr von Bueil, Montrésor, Saint-Calais, Château-Fromont und Courcelles, Generalleutnant von Guyenne ; ⚭ 1404 Margarethe von Auvergne, † nach 1413, Herrin von Aubijoux, Erbin von Sancerre, Tochter von Bérald II., Dauphin von Auvergne (Haus Auvergne), und Margarete von Blois, Erbin von Sancerre (Haus Blois)
        1. Jean V. de Bueil, † 1477, 1451 Graf von Sancerre, Vizegraf von Carentan, Herr von Montrésor, Château-la-Vallière, Saint-Calais, Vaujours, Ussé und Vailly, Admiral von Frankreich ; ⚭ I Jeanne de Montejean, Tochter von Jean I. ; ⚭ II 1456 Martine, Tochter von Antoine Turpin, Seigneur de Crissé
          1. (I) Antoine de Bueil, Graf von Sancerre; ⚭ 1461 Jeanne Bâtarde de France, * 1439, uneheliche Tochter von König Karl VII. (Stammliste der Valois) und Agnès Sorel
            1. Jacques de Bueil, † 1513, Graf von Sancerre
              1. Charles de Bueil, X 1515 in der Schlacht von Marignano, Graf von Sancerre
                1. Jean VI. de Bueil, † 1537, Graf von Sancerre

              2. Louis de Bueil, † 1563, Graf von Sancerre ; ⚭ Jacqueline Baronne de Marans, Tochter von François, Vicomte de Thouars (Haus La Trémoille)
                1. Jean VII. de Bueil, † 1638, Graf von Sancerre ; ⚭ Anne de Daillon, Tochter von Gui de Daillon, Comte de Lude (Haus Daillon)
                  1. René de Bueil, Graf von Sancerre und Marans, verkauft Sancerre 1637 an Henri II. de Bourbon, prince de Condé
                    1. Jean VIII. de Bueil, † 1665, Seigneur de Bueil et Comte de Marans

                2. Claude, † 1596, Seigneur de Courcillon – Nachkommen : die Herren von Courcillon und La Marchère
                3. Gabrielle ; ⚭ Edmund Stuart, Duke of Albany

            2. Renée ; ⚭ Johann von Brügge, Herr von Gruuthuse

          2. (II) Edmond de Bueil, † 1495, Seigneur de Marmande; ⚭ Françoise de Tavel – Nachkommen

        2. Louis, † 1466
        3. Pierre – Nachkommen : die Herren von Fontaines
        4. Anne de Bueil, † nach 1458, Dame d‘Aubijoux ; ⚭ (Ehevertrag vom 23. August 1428) Pierre d’Amboise, † 1473, Herr von Chaumont-sur-Loire, Meillant, Sagonne, Les Rochettes, Asnières bei Blois, Saint-Vérain, Bussy, Preuilly, Les Bordes-Guénand, Moulins, Charenton etc., 1440 Statthalter der Touraine

      2. Pierre de Bueil, † 1414, Seigneur du Bois; ⚭ Anglésie de Lévis (Haus Lévis)
      3. Hardouin de Bueil, † 1418, Bischof von Angers
      4. Guillaume de Bueil, Seigneur de Valenne, de Vaujour et de Brosses